# Waynesboro, Tennessee
Waynesboro är administrativ huvudort i Wayne County i Tennessee. Orten har fått sitt namn efter militären Anthony Wayne. Waynesboro hade 2 449 invånare enligt 2010 års folkräkning.